# Мофат (окръг)
Окръг Мофат (на английски: Moffat County) е окръг в щата Колорадо, Съединени американски щати. Площта му е 12 305 km², а населението - 13 131 души (2017). Административен център е град Крейг.